# Alondra Hidalgo (actriz)
Alondra Patricia Hidalgo Quintero (Ciudad de México, 17 de febrero de 1989) es una actriz de doblaje mexicana.

## Carrera
Alondra Hidalgo comenzó a hacer doblaje de voz desde muy joven, aunque su actividad en este campo fue esporádica hasta que hacia 1993 decidió dedicarse profesionalmente al doblaje. Es conocida por haber interpretado a Hinata Hyuga en la serie de anime Naruto, Miu Furinji en la serie de anime Kenichi: El discípulo más poderoso, Molly Cunningham en TaleSpin, Sam Puckett en iCarly y Sam & Cat, y la joven leona Kiara en The Lion King II: Simba's Pride. En 2014, interpretó el papel de Adela en la película mexicana de suspenso Desierto, dirigida por Jonás Cuarón. Interpreta a Gwen Stacy en Spider-Man: Into the Spider-Verse (2018) y Spider-Man: Across the Spider-Verse (2023).
Ella también trabaja como actriz de teatro y directora de doblaje.

## Biografía
Alondra Hidalgo es la hija de los actores mexicanos Patricia Quintero y Enrique Hidalgo, quienes también se dedicaban al doblaje de voz latinoamericano. Sus padres se conocieron por medio del doblaje, y ella declara que creció en los estudios de grabación junto a otros actores de doblaje. Es media hermana menor los actores Alma Cero y Alejandro Cero. Posteriormente se convirtió en la tía de Bruno Vega (nacido en 1997). Sus padres estaban separados, por lo que vivió con su hermana y su madre en gran parte de su juventud. 
Ella estudió Química de Gastronomía en la Universidad Nacional Autónoma de México, pero terminó dejando el curso para dedicarse a doblaje y la actuación.
Ella es feminista y agnóstica. Fue criada como una persona no católica. 

## Filmografía

### Anime
- Naruto (2007), Naruto Shippuden y Boruto: Naruto Next Generations - Hinata Hyūga
- Zatch Bell! - Suzy
- Shijō Saikyō no Deshi Ken'ichi - Miu Furinji
- Elfen Lied (doblaje de 2016) - Lucy/Kaede/Nyu
- Re:Zero kara Hajimeru Isekai Seikatsu (2018-) - Rem
- Yōjo Senki - Mary Sue
- Kobayashi-san Chi no Maid Dragon (2018-2021)- Shouta Magatsuchi
- Violet Evergarden - Erica Brown
- Darling in the Franxx - Ikuno
- KonoSuba! y KonoSuba!: An Explosion on This Wonderful World! (2018-2024)- Yunyun
- JoJo's Bizarre Adventure: Stone Ocean (2021-) - Jolyne Cujoh
- The Rising of the Shield Hero (2021-) - Enfermera
- Tensei Shitara Slime Datta Ken (2021-) - Shuna
- Black Clover - Undine
- Chainsaw Man - Akane Sawatari
- Haikyū!! - Hitoka Yachi
- Date A Live (2022-) - Mildred F. Fujimura
- Clevatess (2025-) - Alicia

### TV y películas
- Crónica de castas (2014) - Lola
- Desierto (2015) - Adela[3][4]
- Harry Potter - Ginny Potter (de soltera Weasley)
- Victorious - Jade West
- ICarly - Sam Puckett y Melanie Puckett
- Sam & Cat - Sam Puckett y Jade West e Melanie Puckett
- ¿Quieren volverme loco? - Lindsey
- Una casa patas arriba - Lindsey
- Las aventuras de Sharkboy y Lavagirl (2005) - Lavagirl (doblaje original)
- La Hora del Terror: No lo pienses (2007) - Cassie Keller
- Hannah Montana - Sarah
- Zoey 101 - Lola
- The Lion King II: Simba's Pride (1998) Kiara (niña)
- Una locura de hotel - Oci
- Las Leyendas - Marcela

### Videojuegos
- The Legend of Zelda: Breath of the Wild (2017) - Mipha

- League of Legends (2013) - Kindred

### Series animadas
- Las tortugas ninja (2012) - Abril O'Neil
- The Loud House (2016) - Lisa Loud
- Un Show Más (2014-2018) Voces Adicionales
- Hora de Aventura (2012-2018) Maga Cazadora
- Ed, Edd y Eddy (2003) Jonny
- Timothy va a la escuela (2000-2001) - Tess